# Liste der Landschaftsschutzgebiete im Landkreis Rotenburg (Wümme)
Die Liste der Landschaftsschutzgebiete im Landkreis Rotenburg (Wümme) enthält die Landschaftsschutzgebiete des Landkreises Rotenburg (Wümme) in Niedersachsen.
| Bild           | Nummer        | Bezeichnung des Gebietes                                 | Fläche in Hektar | WDPA-ID   | Koordinaten | Datum der Verordnung |
| -------------- | ------------- | -------------------------------------------------------- | ---------------- | --------- | ----------- | -------------------- |
| weitere Bilder | LSG ROW 00001 | Wümmeniederung unterhalb Rotenburg                       | 1102,10          | 325949    | Position    | 1938                 |
|                | LSG ROW 00003 | Stellmoor                                                | 25,00            |           | Position    | 1938                 |
|                | LSG ROW 00004 | Dünenlandschaft am Wehrmeistersee                        | 164,00           | 320471    | Position    | 1938                 |
|                | LSG ROW 00005 | Fischweiher Buchholz-Affwinkel                           | 4,50             | 320817    | Position    | 1938                 |
|                | LSG ROW 00006 | Hastedter Schnuckenheide                                 | 23,90            | 321426    | Position    | 1940                 |
|                | LSG ROW 00007 | Höllenberg                                               | 5,70             | 321728    | Position    | 1940                 |
|                | LSG ROW 00009 | Schützenholz II, Visselhövede                            | 4,30             | 324467    | Position    | 1939                 |
|                | LSG ROW 00010 | Eversener See                                            | 10,00            | 320723    | Position    | 1939                 |
|                | LSG ROW 00011 | Gräfingshorst                                            | 5,10             | 321145    | Position    | 1940                 |
|                | LSG ROW 00012 | Föhren- und Wacholdergebiet bei der Ahauser Mühle        | 82,00            | 320844    | Position    | 1940                 |
|                | LSG ROW 00013 | Hastedter Wacholder- und Stechginstergebiet              | 17,40            | 321427    | Position    | 1940                 |
|                | LSG ROW 00014 | Obere Wümmeniederung                                     | 718,20           | 323349    | Position    | 1940                 |
|                | LSG ROW 00015 | Gebiet von Federlohmühlen                                | 153,00           | 320996    | Position    | 1940                 |
|                | LSG ROW 00016 | Westerescher Wacholdergebiet                             | 6,30             | 325813    | Position    | 1940                 |
|                | LSG ROW 00017 | Vareler Wacholdergebiet                                  | 49,80            | 325381    | Position    | 1940                 |
|                | LSG ROW 00018 | Deepener Wacholdergebiet                                 | 92,00            | 320292    | Position    | 1940                 |
|                | LSG ROW 00020 | Untere Rodau- und Wiedauniederung                        | 247,70           | 325315    | Position    | 1951                 |
|                | LSG ROW 00022 | Amtshofpark                                              | 3,60             | 319629    | Position    | 1954                 |
|                | LSG ROW 00024 | Schlippenmoor                                            | 20,50            | 324180    | Position    | 1956                 |
|                | LSG ROW 00025 | Hofgehölz Wellbrock, Lüdingen                            | 3,80             | 321677    | Position    | 1956                 |
|                | LSG ROW 00026 | Teile des Hammoors                                       | 30,80            | 325125    | Position    | 1956                 |
|                | LSG ROW 00028 | Osmanns-See bei Reeßum                                   | 5,50             | 323552    | Position    | 1962                 |
|                | LSG ROW 00029 | See im Stell bei Lauenbrück                              | 2,50             | 324517    | Position    | 1962                 |
|                | LSG ROW 00030 | Landwehrwall                                             | 0,80             | 322490    | Position    | 1963                 |
|                | LSG ROW 00032 | Klenkenholz                                              | 10,70            | 322192    | Position    | 1937                 |
|                | LSG ROW 00033 | Borm (Quellteich) mit Waldumgebung                       | 3,00             | 319397    | Position    | 1965                 |
|                | LSG ROW 00062 | Erbbegräbnisstätte                                       | 0,70             | 320665    | Position    | 1938                 |
|                | LSG ROW 00065 | Alte Landwehr                                            | 0,10             | 319515    | Position    | 1939                 |
|                | LSG ROW 00066 | Bruchgebiet am Järdelbeck                                | 1,30             | 320113    | Position    | 1939                 |
|                | LSG ROW 00072 | Gut und Forst Burg-Sittensen                             | 12,50            | 321274    | Position    | 1940                 |
|                | LSG ROW 00073 | Gut und Forst Kuhmühlen                                  | 7,00             | 321275    | Position    | 1940                 |
|                | LSG ROW 00074 | Pasberg bei Oese                                         | 3,50             | 323645    | Position    | 1948                 |
|                | LSG ROW 00076 | Ahe und Bünte                                            | 60,80            | 319393    | Position    | 1949                 |
|                | LSG ROW 00077 | Stein- und Hügelgräberfriedhof in der Steinahlkenheide   | 6,00             | 324797    | Position    | 1951                 |
|                | LSG ROW 00092 | Höhne mit Plietenberg                                    | 132,00           | 321721    | Position    | 1953                 |
|                | LSG ROW 00095 | Horner Holz (westlicher Teil)                            | 121,00           | 321763    | Position    | 1953                 |
|                | LSG ROW 00096 | Unteres Pulvermühlenbachtal                              | 6,60             | 325352    | Position    | 1953                 |
|                | LSG ROW 00102 | Wacholdergebiet „Hinter dem Holze“                       | 1,10             | 325481    | Position    | 1953                 |
|                | LSG ROW 00113 | Moorgebiet in der Beekreen                               | 2,60             | 323037    | Position    | 1960                 |
|                | LSG ROW 00114 | Moorgebiet am Rothensteiner Damm                         | 11,10            | 323036    | Position    | 1960                 |
|                | LSG ROW 00115 | Moorgebiet am Rothensteiner Damm (westlich)              | 13,30            | 323036    | Position    | 1960                 |
|                | LSG ROW 00117 | Wahlenhorstmoor                                          | 1,30             | 325501    | Position    | 1961                 |
|                | LSG ROW 00119 | Eichenallee in Steinfeld                                 | 0,60             | 320542    | Position    | 1961                 |
|                | LSG ROW 00120 | Hohes Moor                                               | 4,20             | 321716    | Position    | 1937                 |
|                | LSG ROW 00121 | Ostetal                                                  | 1816,00          | 323576    | Position    | 1962                 |
|                | LSG ROW 00122 | Obere Geeste                                             | 643,00           | 323337    | Position    | 1971                 |
|                | LSG ROW 00123 | Hinzel-Hölzer Bruch                                      | 2715,00          | 321624    | Position    | 1973                 |
|                | LSG ROW 00124 | Untere Bade und Geest                                    | 2177,20          | 325308    | Position    | 1976                 |
|                | LSG ROW 00125 | Ummel / Dickes Holz                                      | 2220,00          | 325296    | Position    | 1976                 |
|                | LSG ROW 00126 | Obere Wörpe                                              | 2132,50          | 323348    | Position    | 1979                 |
|                | LSG ROW 00127 | Buchholzer und Wilstedter Moor                           | 700,00           | 320151    | Position    | 1987                 |
|                | LSG ROW 00128 | Lehrdetal                                                | 295,00           | 322556    | Position    | 1992                 |
|                | LSG ROW 00129 | Kollbecksmoor                                            | 300,00           | 322260    | Position    | 2000                 |
|                | LSG ROW 00130 | Stellingmoor mit Hemelsmoorwiesen und Steinfelder Holz   | 1250,00          | 324833    | Position    | 2002                 |
|                | LSG ROW 00131 | Grafeler Holz, Hamerloh und Lintel                       | 889,70           | 329077    | Position    | 2004                 |
|                | LSG ROW 00132 | Höhnsmoor                                                | 130,00           | 344862    | Position    | 2005                 |
|                | LSG ROW 00133 | Glindbachniederung, Hesedorfer Wiesen und Keenmoorwiesen | 61,00            | 555552633 | Position    | 2012                 |
|                | LSG ROW 00135 | Aue und Ramme                                            | 25               |           | Position    | 2019                 |
|                | LSG ROW 00136 | An der Schneckenstiege                                   | 60               |           | Position    | 2019                 |